# Comment j'ai explosé
Albums de Chinatown (groupe)
Cité d'or
Comment j'ai explosé est le second album du groupe de musique québécois Chinatown (groupe), sorti le 1er mai 2012.
Les quatorze titres de cet album sont
1. Adeline (04:21)
2. Cassez moi la tête (03:17)
3. Tôt ou tard (04:06)
4. Culpabilité (03:36)
5. Mes longbeach (03:04)
6. Dors (05:14)
7. Comment j'ai explosé (02:59)
8. La vie rêvée (02:35)
9. Le baron du chateau Clark (04:06)
10. Vivre les pieds nus (03:07)
11. Rubicube (01:07)
12. Les chats perdus (05:25)
13. Le serment venimeux (04:07)
14. Retour à vega (03:54)